# 佐埃人

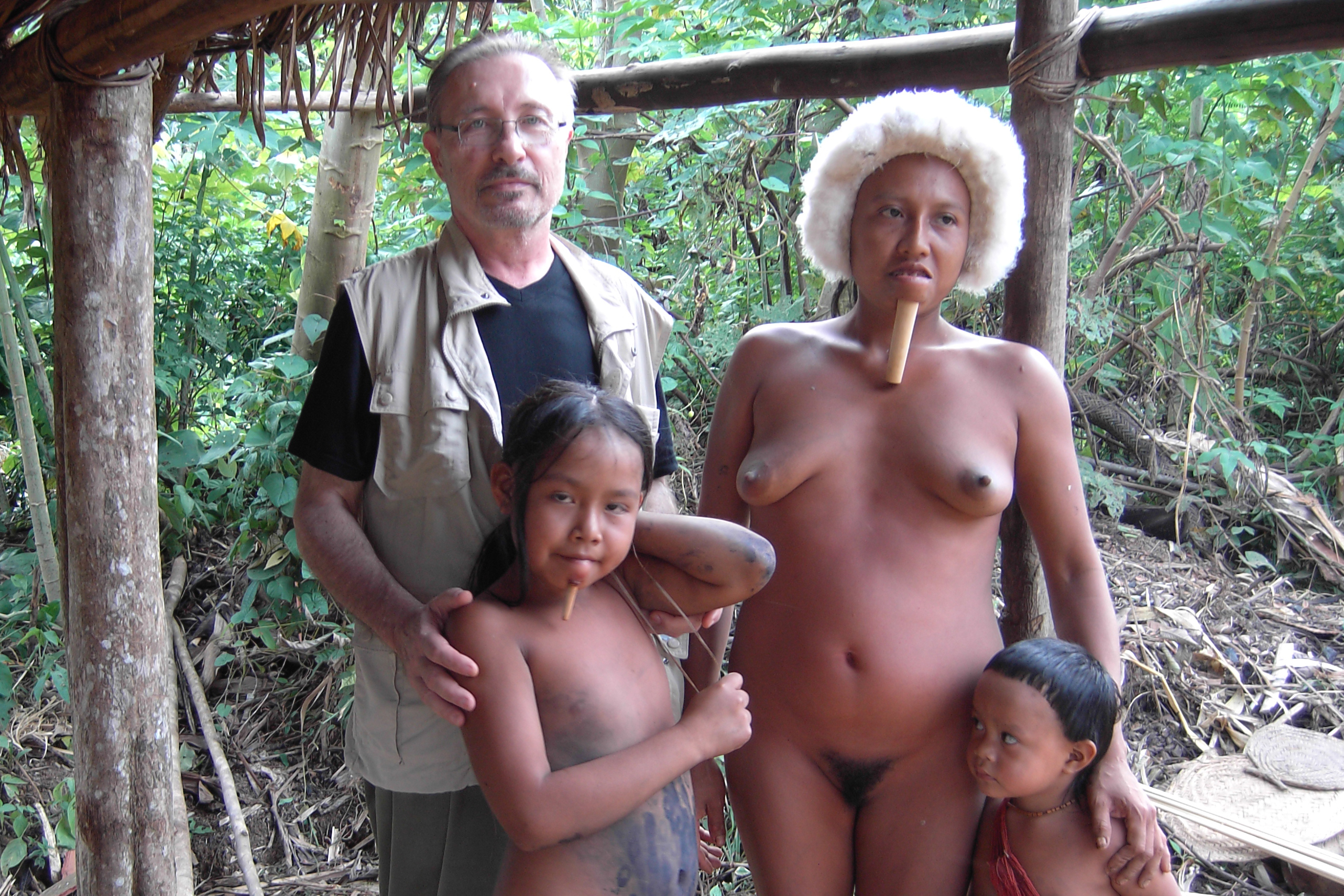
Zo'é

佐埃人（Zo'é）是居住在巴西熱帶雨林的印第安人原住民。"Zo'é"的意思是「我们」。
佐埃人最大的特色是赤身裸体、一妻多夫，還有最特別的是「下唇穿洞」(他們把插進下巴裡的木棍叫poturu)。佐埃人在10岁出头，父母便要为子女举行隆重的成人仪式，也就是在孩子的下嘴唇处由上往下插，直到木棍穿透下嘴唇能吊在下巴下面。關於信仰方面，佐埃人崇拜月亮，相信祖先住在月亮上，所以他們自称是「月亮之子」。